# 頭脳の祭典!クイズ最強王者決定戦!!〜ワールド・クイズ・クラシック〜
『頭脳の祭典!クイズ最強王者決定戦!!〜ワールド・クイズ・クラシック〜』（ずのうのさいてん クイズさいきょうおうじゃけっていせん ワールドクイズクラシック、英称:WORLD QUIZ CLASSIC）は、TBS系列で2011年11月23日の20:00 - 22:58（JST）に放送された、クイズ特別番組である。略称は「WQC」（ダブリュキューシー）。題名は「ワールド・ベースボール・クラシック（WBC）」のパロディーである。
「すべてのクイズ番組は、この大会の序章に過ぎなかったのかもしれない ───史上最大スケールでお届けする “一大クイズ特番” が満を持して登場!」と銘打ち、過去のクイズ番組で活躍した名プレイヤーや予選を勝ち抜いた新鋭たちがクイズ王の座を懸けて争う。

## 概要
『SASUKE』、『DOORS』、『スポーツマンNo.1決定戦』のスタッフによる制作。幅40m、高さ15mの巨大なセットが組まれ、東京ビッグサイトにて2011年11月6日に収録された。
招待選手と、同年10月10日の予選通過者をあわせた計33名が、本選に出場した。
出場者は、男性は基本的にスーツ、女性はドレスなど、フォーマルな衣装で臨んだ。

## 出演者

### 司会進行
唐沢、長戸以外は全員TBSアナウンサー。
MC
- 唐沢寿明

当番組がバラエティ番組初司会となる。優勝者にトロフィーを渡す以外はクレーンでの出演。決勝戦では出題も行った。
進行
- 藤森祥平

問題読み
- 竹内香苗（2nd）
- 久保田智子（準決勝）

VIPリポーター
- 出水麻衣

挑戦者リポーター
- 古谷有美
- 吉田明世[6]

副音声実況
- 赤荻歩（準決勝以降）

副音声解説
- 長戸勇人[註 5]（準決勝以降）

### ゲスト
VIP（ロイヤルボックス）ゲスト
- 前半：伊集院光[註 6]、福徳秀介（ジャルジャル）、大島美幸・村上知子（森三中）、宇井愛美、トリンドル玲奈
- 後半：石坂浩二、菊川怜、宮崎美子、ラサール石井、川越達也、里田まい

### 出場者
（五十音順）
※の11名は本放送でカットされた（ただし、村田栄子など事前番組で放送された者もいる）。
| 名前       | キャッチフレーズ                           | 過去の戦績                                                                         | 結果               | 備考                                 |
| ---------- | ------------------------------------------ | ---------------------------------------------------------------------------------- | ------------------ | ------------------------------------ |
| 青木寛泰   | 怪物                                       | abc -the ninth-優勝、                                                              | 3rd進出            | 最年少出場者（16歳）                 |
| 秋田芳巳   | ハマのクイズ魔神                           | 『アタック25』20周年記念大会優勝、オープン29勝                                     | 1st：7問目リタイア | ※                                    |
| 安藤正信   | 史上最強のクイズ夫婦・夫！                 | 『クイズ王最強決定戦～THE OPEN～』優勝                                             | 1st：6問目リタイア | 安藤里恵の夫                         |
| 安藤里恵   | 史上最強のクイズ夫婦・妻！                 | 『スラッシュQ』優勝                                                                | 1st：6問目リタイア | 安藤正信の妻                         |
| 伊沢拓司   | 高校生クイズ2連覇                          | 『高校生クイズ』第30・31回優勝                                                     | 3rd進出            |                                      |
| 石野将樹   | 葛飾の万能型営業マン                       | 『タイムショック21』高校生大会優勝・パーフェクト達成                               | 1st：7問目リタイア | ※                                    |
| 石野まゆみ | クイズ番組15冠の女帝                       | 『20世紀クイズ王』優勝ほかクイズ番組15勝                                           | 準優勝             |                                      |
| 奥畑薫     | 西のクイズクイーン                         | 『iQバトル20世紀』優勝、『クイズ王最強決定戦』準優勝                               | 準決勝進出         |                                      |
| 大美賀祐貴 | 早押しメガネ王子                           | abc -the seventh-優勝                                                              | 1st：6問目リタイア |                                      |
| 春日誠治   | クイズ戦車(タンク)                         | 『iQバトル20世紀』優勝、オープン優勝多数                                           | 1st：7問目リタイア | ※                                    |
| 加藤禎久   | 無冠の帝王                                 | 『史上最強のクイズ王決定戦』ベスト8、オープン優勝多数                              | 1st：7問目リタイア |                                      |
| 門田雅志   | 出場70本!クイズ番組荒らし                  | 『FNS1億2,500万人のクイズ王決定戦!』7・8回優勝                                     | 1st：6問目リタイア | ※                                    |
| 久保隆二   | クイズ製造工場                             | 『iQバトル20世紀』優勝、『クイズ王最強決定戦』準優勝                               | 1st：6問目リタイア | ※                                    |
| 小林聖司   | 帰ってきたクイズ王                         | 『史上最強のクイズ王決定戦』サバイバルマッチ・ライブ優勝                           | 1st：4問目リタイア |                                      |
| 隅田好史   | 京大クイズ研、最強の男                     | 『高校生クイズ』第28回優勝、abc -the eighth-優勝                                   | 優勝               |                                      |
| 田中健一   | 最後のウルトラクイズ王                     | 『第16回ウルトラクイズ』優勝、『クイズ王最強決定戦』4連覇                          | 1st：7問目リタイア | ※                                    |
| 為季正幸   | IQ牧場                                     | 『連続クイズ ホールドオン!』5回勝抜、第11回勝抜杯優勝                              | 準決勝進出         |                                      |
| 内藤英子   | ITコスプレイヤー                           | 『アタック25』出場                                                                 | 1st：3問目リタイア |                                      |
| 永田喜彰   | はぐれ賞金王                               | 『FNS1億2,000万人のクイズ王決定戦』第2・4回優勝、『クイズ$ミリオネア』1000万円獲得 | 2nd進出            |                                      |
| 中村栄斗   | 京大クイズ研・孤高の会長                   | 『高校生クイズ』第29回優勝                                                         | 1st：6問目リタイア | ※                                    |
| 布川尚之   | 悲運のミスター準優勝                       | 『1億2000万人のクイズ王決定戦』第1回優勝、『アタック25』30周年記念大会優勝         | 1st：3問目リタイア | ※                                    |
| 能勢一幸   | キング・オブ・クイズ                       | 『第15回ウルトラクイズ』優勝、『クイズ＄ミリオネア』1000万円獲得                   | 3rd進出            |                                      |
| 日髙大介   | クイズ番組を知り尽くした男                 | 『アタック25』優勝、『クイズ王最強決定戦』準優勝2回                                | 1st：4問目リタイア |                                      |
| 古川洋平   | 早押し革命児                               | 『アタック25』優勝、abc(2nd～4th)3連覇、ABC優勝                                    | 1st：3問目リタイア | ※                                    |
| 松尾清三   | アメリカ横断ウルトラクイズ初代チャンピオン | 『第1回ウルトラクイズ』優勝、他番組優勝多数                                        | 1st：7問目リタイア |                                      |
| 三木智隆   | スポーツ記者                               | 『アタック25』優勝、『プロジェクトQ』優勝                                          | 3rd進出            |                                      |
| 水口直樹   | 落語家・六代目古今亭今輔                   | 『クイズサクセス』優勝                                                             | 1st：2問目リタイア | 芸能人だが一般参加枠かつ本名での出場 |
| 御手洗伸   | ラサール→東大                              | 『アタック25』優勝(パーフェクト)、エコノミクス甲子園優勝                           | 2nd進出            |                                      |
| 村田栄子   | 伝説のクイズ女王                           | 『タイムショック』優勝(パーフェクト)ほか番組優勝多数                               | 1st：3問目リタイア | ※ 最年長出場者（81歳）               |
| 山内奈緒子 | ミリオネア主婦                             | 『クイズ＄ミリオネア』1000万円獲得、『アタック25』優勝(パーフェクト)               | 1st：6問目リタイア | ※                                    |
| 後藤淳平   | (芸能人枠)                                 |                                                                                    | 1st：6問目リタイア | ジャルジャル                         |
| 三浦奈保子 | (芸能人枠)                                 |                                                                                    | 1st：5問目リタイア |                                      |
| 矢部太郎   | (芸能人枠)                                 |                                                                                    | 1st：6問目リタイア | カラテカ                             |

## クイズ形式

### 1st Stage「A La Carte（ア・ラ・カルト）」
解答者が一人ずつ7問並ぶセットを移動しながら、出題されるクイズをクリアして進む。3回不正解、もしくは、制限時間の80秒が時間切れになった時点でリタイアとなる。問題配列は下記の表の通りとなっている。ただし、第1問目と第2問目は、一定時間経過で次のヒントが出る。また、第5問目からは、1問に対し規定数の解答が無ければ、クリアとみなされない。80秒以内に7問全てをクリアした解答者は2nd Stage進出となる。全出場者33名中10名が1st Stage通過した。通過者クリアタイムも下記の表の通りとなっている。また敗退者の中で11名の挑戦は放送されなかった。
| 第1問         | 第2問         | 第3問                         | 第4問      | 第5問        | 第6問        | 第7問        |
| ------------- | ------------- | ----------------------------- | ---------- | ------------ | ------------ | ------------ |
| 5ヒントクイズ | 5ヒントクイズ | 映像クイズ （地名・建物限定） | 映像クイズ | 1問3答クイズ | 1問4答クイズ | 1問5答クイズ |

#### 通過者クリアタイム
| 順位 | 名前       | タイム    |
| ---- | ---------- | --------- |
| 1位  | 青木寛泰   | 0分57秒73 |
| 2位  | 三木智隆   | 1分00秒93 |
| 3位  | 為季正幸   | 1分01秒86 |
| 4位  | 石野まゆみ | 1分02秒30 |
| 5位  | 永田喜彰   | 1分04秒70 |
| 6位  | 隅田好史   | 1分13秒53 |
| 7位  | 御手洗伸   | 1分14秒73 |
| 8位  | 奥畑薫     | 1分15秒20 |
| 9位  | 伊沢拓司   | 1分15秒27 |
| 10位 | 能勢一幸   | 1分18秒11 |

### 2nd Stage「Vanish（バニッシュ）」
筆記形式のクイズ。各セットごとに1つのテーマに沿った問題が出題され、各解答者は1問不正解でそのテーマ終了（勝ち抜け者決定）まで解答権を失い、最後の1人になるまで正解し続ければ勝ち抜けとなる。また、回答はひらがな混じりでもよい。1人勝ち抜けたら、残った全員で次のセットを行う。 10名中8名が通過。第2テーマから第6テーマの問題はカットされた。

#### 通過者
| 順位 | 名前       | 通過テーマ     |
| ---- | ---------- | -------------- |
| 1位  | 奥畑薫     | ブランド       |
| 2位  | 為季正幸   | 名言（未放送） |
| 3位  | 石野まゆみ | 漢字（未放送） |
| 4位  | 三木智隆   | 料理（未放送） |
| 5位  | 能勢一幸   | 結婚（未放送） |
| 6位  | 隅田好史   | 法則（未放送） |
| 7位  | 伊沢拓司   | 動物           |
| 8位  | 青木寛泰   | 世界遺産       |

### 3rd Stage「Portrait Fountain（ポートレート・ファウンテン）」
準々決勝。1対1の対決形式で行う筆記形式のクイズ。巨大LEDに登場する肖像画の人名をタッチパネルに書き、ボタンを押して解答する。2分30秒の制限時間内で、多く正解できた方が勝者となる。両者同点の場合は、1st Stageの通過タイムが速い方が勝者となる。
各試合の勝者4名が準決勝進出。第2、第3試合の試合内容はカットされ結果のみ放送された。
回答時のルール
- 回答欄に人物名を記入した後に確定ボタンを押すことによってその回答が有効になり、人物名を記入しただけでは回答したことにならない。
- 日本人、中国人など漢字表記のある人物はひらがなでの回答は認められておらず、漢字かつフルネームで回答しなければならない。誤字は不正解となる。
- 西洋人名の回答は苗字だけの回答でも認められる。
- わからない問題は横棒線を引き確定ボタンを押すことでパスすることができる。（何か記入しなければOKボタンが反応しない為）

#### 各試合の結果
太字が勝者
| 試合    | 名前       | 得点 |
| ------- | ---------- | ---- |
| 第1試合 | 能勢一幸   | 15   |
| 第1試合 | 隅田好史   | 16   |
| 第2試合 | 為季正幸   | 17   |
| 第2試合 | 三木智隆   | 15   |
| 第3試合 | 伊沢拓司   | 13   |
| 第3試合 | 奥畑薫     | 13   |
| 第4試合 | 青木寛泰   | 11   |
| 第4試合 | 石野まゆみ | 17   |

- 第3試合は当初、伊沢拓司が14問正解し勝利したが、のちにスタッフのミスで1問不正解となって同点。結果、タイム順上位の奥畑の勝利となった。

### Semi Final「Battle Royale（バトルロワイヤル）」
準決勝。4名が早押しクイズで争い、4ポイント先取できた者から勝ち抜けできる。ただし、3ポイント獲得してリーチがかかった時点で、解答席の対面の通過席へ移動し、通過席で4ポイント目の正解を得た先着2名が決勝進出。防御側が先に正解できたら、勝ち抜け阻止に成功。防御側に阻止されたり、通過席で不正解だった場合はリーチは取り消され、ポイントは0にリセットされ、その解答者が座っていた解答席に戻らなければならない。解答席での不正解は原則として1回休みだが、通過席に解答者がいる場合での不正解は、リーチがかかった者の決着がつくまで解答権が剥奪される。 ルールとしては「アメリカ横断ウルトラクイズ」の準決勝でよく行われた「通せんぼクイズ」の形式を模したもの。

#### 決勝進出者
- 隅田好史…17問目、1回目のリーチでクリア。
- 石野まゆみ…31問目[註 11]、2回目のリーチでクリア。

クリアした問題数は放送上の問題数となっている。

### Final Stage「The Tower（ザ・タワー）」
決勝戦。高さ10mのタワー型セットで行う早押しクイズ。10問正解で優勝、但し不正解は振り出しに戻る。かつてTBSと同じJNN系列の毎日放送が製作していた往年のクイズ番組「アップダウンクイズ」の形式を模したもの。

#### 決勝戦の結果
| 試合   | 名前       | 得点 |
| ------ | ---------- | ---- |
| 決勝戦 | 隅田好史   | 10   |
| 決勝戦 | 石野まゆみ | 6    |

### 優勝賞品
- トロフィー
- 世界一周旅行
- ヴェルファイア（トヨタ自動車のミニバン）[7]

## ネット局
| 放送対象地域   | 放送局                    | 系列    | 放送日時                     | 遅れ       |
| -------------- | ------------------------- | ------- | ---------------------------- | ---------- |
| 関東広域圏     | TBSテレビ                 | TBS系列 | 2011年11月23日 20:00 - 22:58 | 制作局     |
| 北海道         | 北海道放送（HBC）         | TBS系列 | 2011年11月23日 20:00 - 22:58 | 同時ネット |
| 青森県         | 青森テレビ（ATV）         | TBS系列 | 2011年11月23日 20:00 - 22:58 | 同時ネット |
| 岩手県         | IBC岩手放送（IBC）        | TBS系列 | 2011年11月23日 20:00 - 22:58 | 同時ネット |
| 宮城県         | 東北放送（TBC）           | TBS系列 | 2011年11月23日 20:00 - 22:58 | 同時ネット |
| 山形県         | テレビユー山形（TUY）     | TBS系列 | 2011年11月23日 20:00 - 22:58 | 同時ネット |
| 福島県         | テレビユー福島（TUF）     | TBS系列 | 2011年11月23日 20:00 - 22:58 | 同時ネット |
| 山梨県         | テレビ山梨（UTY）         | TBS系列 | 2011年11月23日 20:00 - 22:58 | 同時ネット |
| 新潟県         | 新潟放送（BSN）           | TBS系列 | 2011年11月23日 20:00 - 22:58 | 同時ネット |
| 長野県         | 信越放送（SBC）           | TBS系列 | 2011年11月23日 20:00 - 22:58 | 同時ネット |
| 静岡県         | 静岡放送（SBS）           | TBS系列 | 2011年11月23日 20:00 - 22:58 | 同時ネット |
| 富山県         | チューリップテレビ（TUT） | TBS系列 | 2011年11月23日 20:00 - 22:58 | 同時ネット |
| 石川県         | 北陸放送（MRO）           | TBS系列 | 2011年11月23日 20:00 - 22:58 | 同時ネット |
| 中京広域圏     | 中部日本放送（CBC）       | TBS系列 | 2011年11月23日 20:00 - 22:58 | 同時ネット |
| 近畿広域圏     | 毎日放送（MBS）           | TBS系列 | 2011年11月23日 20:00 - 22:58 | 同時ネット |
| 鳥取県・島根県 | 山陰放送（BSS）           | TBS系列 | 2011年11月23日 20:00 - 22:58 | 同時ネット |
| 岡山県・香川県 | 山陽放送（RSK）           | TBS系列 | 2011年11月23日 20:00 - 22:58 | 同時ネット |
| 広島県         | 中国放送（RCC）           | TBS系列 | 2011年11月23日 20:00 - 22:58 | 同時ネット |
| 山口県         | テレビ山口（tys）         | TBS系列 | 2011年11月23日 20:00 - 22:58 | 同時ネット |
| 愛媛県         | あいテレビ（ITV）         | TBS系列 | 2011年11月23日 20:00 - 22:58 | 同時ネット |
| 高知県         | テレビ高知（KUTV）        | TBS系列 | 2011年11月23日 20:00 - 22:58 | 同時ネット |
| 福岡県         | RKB毎日放送（RKB）        | TBS系列 | 2011年11月23日 20:00 - 22:58 | 同時ネット |
| 長崎県         | 長崎放送（NBC）           | TBS系列 | 2011年11月23日 20:00 - 22:58 | 同時ネット |
| 熊本県         | 熊本放送（RKK）           | TBS系列 | 2011年11月23日 20:00 - 22:58 | 同時ネット |
| 大分県         | 大分放送（OBS）           | TBS系列 | 2011年11月23日 20:00 - 22:58 | 同時ネット |
| 宮崎県         | 宮崎放送（MRT）           | TBS系列 | 2011年11月23日 20:00 - 22:58 | 同時ネット |
| 鹿児島県       | 南日本放送（MBC）         | TBS系列 | 2011年11月23日 20:00 - 22:58 | 同時ネット |
| 沖縄県         | 琉球放送（RBC）           | TBS系列 | 2011年11月23日 20:00 - 22:58 | 同時ネット |

## スタッフ
- ナレーション：あおい洋一郎
- タイトルロゴデザイン/アートディレクション：秋山具義
- 人物デザイン：柘植伊佐夫
- 監修：山名宏和
- 構成：矢野了平、藤原昭彦、海老根豊、太田光洋、石原大二郎、水野守啓、河口ワタル
- 問題作成：仲野隆也・水野圭祐・小堀裕也（セブンワンダーズ）
- TM/TD：長谷川晃司
- TD/テクノクレーン：中野剛一郎
- VE：石川浩之、今野修、山田賢司
- カメラ：品地貴之、平林雅之、重地渉、高橋功、泉井誠、加賀谷顕二、中元敏明、田代和也、鈴木千恵、松本勝美、當麻勇輝
- CA：大住貴之、金山友美、猪狩昌平、井上真希、高木裕章、村田瑛太、田口直樹
- VTR：古川久美子
- MIX：石島順一、菅原正巳
- AUD：宇野仁美、龍田幸久、南波学、岩本真明、中村祐一、佐々木康宏
- PA：葉桐慶次、高橋政人
- ENG：高橋秀和、齋藤和彦、八木義晴、中島知文、中山央平、磯山正人、松永拓也、石井良亮、朝橋怜緒
- クレーン：加藤京也、金子晋太、安富詞哉、松井勇次、山田大輔、室山聖
- レールカメラ：木下久男、瀧澤健太、新倉正己
- 車輌：竹田高司、島澤健司、市河英樹、狩野孝一
- 照明：近藤明人、柴崎友美、中川清志、小野寺伸一、佐藤友泰、中田学、出村紗紅、鹿島雄司、押木佑介、有賀正実、多木裕、平井冬香、尾池善弘、橋本剛、橋本拓幸、安達浩也、佐藤一美、滝川誠
- 技術協力：東通、プロカム、エヌ・エス・ティー、TAMCO、ティエルシー、ラ・ルーチェ、SiS、サークル、サンワーク、PRGアジア、三穂電気、K-VOLT
- 美術プロデューサー：東立〈アズマリツ〉
- 美術デザイン：太田卓志、齊藤傑
- 美術制作：渡邊秀和、杉浦仁
- 大道具：谷平真二、小池一成、尾高義信
- 操作：小杉正裕、佐藤謙紫朗、中島和範、真次智樹、前野博幸、椋野慎介、小野寺浩、高久紀子
- 電飾：眞鍋明、石野祥一、小林堅次、小林伊織、石井拓、杉山克典、岩崎博之、増田晶、西田悟、古立葵、中泉文花
- メカシステム：濱口利行
- アクリル装飾：渡邊卓也、土屋祥太、相原佑規、三浦権治、青木剛、上野樹也、相澤香織、加藤彩華、木村敏和、山田隼人、下村唯治、鈴木正樹、太田浩
- 特殊装置：佐藤政仁、安達敬雄、小林聡、三崎桂嘉貴、野田昌平
- 重機操作：間瀬由弘、秀幹夫、山崎昌明、西山克己、青木幸博、井上博海
- 小道具：川原栄一、野呂利勝、榎本保行
- メイク：高梨裕子、亀山知美、大野志穂、江本ヤスエ
- 編集：木野内幸浩、青山幸司、松村央
- MA：久保田隆
- 音響効果：樋口謙・茂野敦史（メディアハウスサウンドデザイン）
- CG：小室泰樹・山口晃伸（コーラルレッド）
- クイズシステム：山口岳、青木幸司、井上千江、羽柴寛之
- 協力：株式会社JTB法人東京、東京国立博物館、ステーブルマン・ハーチ・ワークス、ベイサイド
- 番宣：磯谷昌宏、青木玲奈
- モバイル：西岡恒平、谷田健吾
- TK：岸田純子
- デスク：大島史子
- AP：山口ななえ、清水由花
- AD：宮田真由子、杉村恵太盧、小関真未、井村太一、矢口鉄太郎
- ディレクター：平元克二、浅賀良太朗、清水宏幸、飯島玄太郎、佐藤徹弥、塚田一道、藤永光太郎、高山和大、高橋左和巳、安井章浩
- 総合演出：乾雅人
- プロデューサー：畠山渉、大久保徳宏、渡部宗一
- チーフプロデューサー：菊野浩樹
- 制作協力：FOLCOM.
- 製作著作：TBS